# Feneu
Feneu est une commune française située dans le département de Maine-et-Loire, en région Pays de la Loire.

## Géographie

### Localisation
Commune angevine de la partie orientale du Segréen, Feneu est proche de l'agglomération d'Angers. Elle se situe à 11 km au nord d'Angers, à 5 km de Cantenay-Épinard et de Montreuil-Juigné, sur la route D 768, Champigné / Montreuil-Juigné.
Les communes les plus proches sont Soulaire-et-Bourg (3 km), Cantenay-Épinard (5 km), Montreuil-Juigné (5 km), Pruillé (5 km), Écuillé (6 km), Sceaux-d'Anjou (6 km), La Membrolle-sur-Longuenée (6 km), Briollay (6 km), Écouflant (7 km) et Le Plessis-Macé (7 km).
L'altitude de la commune varie de 12 à 67 mètres. Son territoire s'étend sur près de 26 km2 (2 552 hectares).

### Hydrographie
S'écoulant du Lion-d'Angers vers Montreuil-Juigné, la Mayenne (rivière) marque la limite sud-ouest de son territoire avec la commune de La Membrolle-sur-Longuenée, qui se trouve sur l'unité paysagère des plateaux du Haut Anjou.

### Protections sur la commune
Une partie de Feneu figure à l'inscription d'inventaires des Zones naturelles d'intérêt écologique, floristique et faunistique (ZNIEFF) pour la zone des prairies alluviales au Nord d'Angers, pour la zone de la vallée de la Mayenne en Maine-et-Loire, pour la zone des Basses vallées angevines, et pour la zone de bocage de Sceaux-d'Anjou, Feneu et Écuillé.

### Climat
Pour des articles plus généraux, voir Climat des Pays de la Loire et Climat de Maine-et-Loire.
En 2010, le climat de la commune est de type climat océanique altéré, selon une étude du CNRS s'appuyant sur une série de données couvrant la période 1971-2000. En 2020, Météo-France publie une typologie des climats de la France métropolitaine dans laquelle la commune est exposée à un climat océanique et est dans la région climatique Moyenne vallée de la Loire, caractérisée par une bonne insolation (1 850 h/an) et un été peu pluvieux.
Pour la période 1971-2000, la température annuelle moyenne est de 12 °C, avec une amplitude thermique annuelle de 14,1 °C. Le cumul annuel moyen de précipitations est de 666 mm, avec 11,6 jours de précipitations en janvier et 5,9 jours en juillet. Pour la période 1991-2020, la température moyenne annuelle observée sur la station météorologique de Météo-France la plus proche, sur la commune de Beaucouzé à 11 km à vol d'oiseau, est de 12,6 °C et le cumul annuel moyen de précipitations est de 709,3 mm,. Pour l'avenir, les paramètres climatiques de la commune estimés pour 2050 selon différents scénarios d'émission de gaz à effet de serre sont consultables sur un site dédié publié par Météo-France en novembre 2022.

## Urbanisme

### Typologie
Au 1er janvier 2024, Feneu est catégorisée bourg rural, selon la nouvelle grille communale de densité à sept niveaux définie par l'Insee en 2022.
Elle est située hors unité urbaine. Par ailleurs la commune fait partie de l'aire d'attraction d'Angers, dont elle est une commune de la couronne,. Cette aire, qui regroupe 81 communes, est catégorisée dans les aires de 200 000 à moins de 700 000 habitants,.

### Occupation des sols
L'occupation des sols de la commune, telle qu'elle ressort de la base de données européenne d’occupation biophysique des sols Corine Land Cover (CLC), est marquée par l'importance des territoires agricoles (84,4 % en 2018), en diminution par rapport à 1990 (91,8 %). La répartition détaillée en 2018 est la suivante : 
prairies (35,6 %), zones agricoles hétérogènes (32,3 %), terres arables (16,2 %), forêts (11,7 %), zones urbanisées (2,7 %), eaux continentales (1,1 %), cultures permanentes (0,4 %). L'évolution de l’occupation des sols de la commune et de ses infrastructures peut être observée sur les différentes représentations cartographiques du territoire : la carte de Cassini (XVIIIe siècle), la carte d'état-major (1820-1866) et les cartes ou photos aériennes de l'IGN pour la période actuelle (1950 à aujourd'hui).

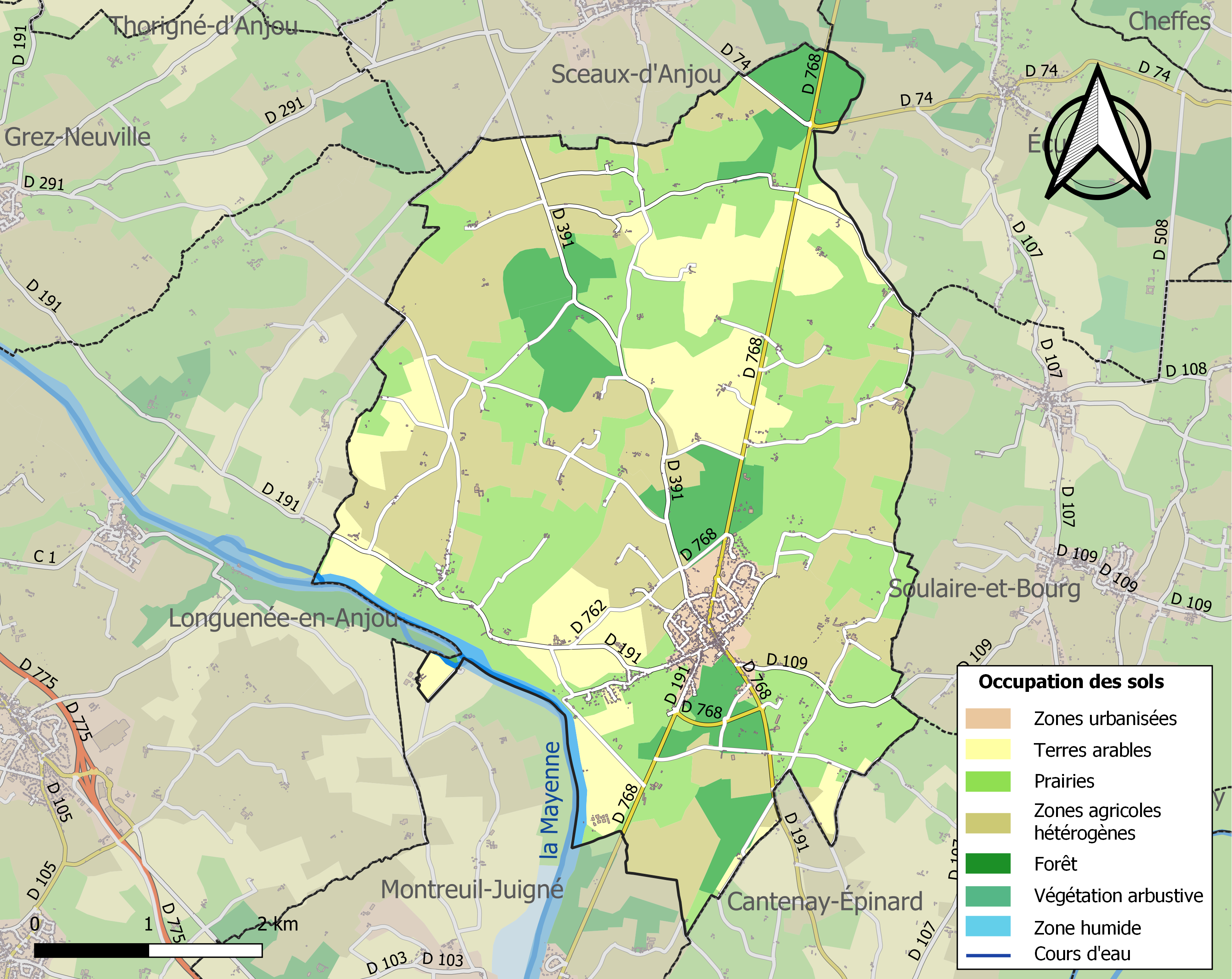
Carte des infrastructures et de l'occupation des sols de la commune en 2018 (CLC).

## Toponymie
Le nom de la localité est attesté sous les formes Fanum en 1030, puis Fanum Novum vers 1050, Fanou en 1082 puis Fenou au XIIIe siècle. Composé du mot latin fanum, on y voit, dans les formes anciennes, l'évolution vers Feneu ; Fanum Novum, un « temple nouveau » ; le village ayant pu être construit à proximité de ce temple romain, situé sur la voie romaine partant d'Angers vers le nord.
Gentilé : Les habitants s'appellent les Fanouins.

## Histoire
Feneu est au XVIIIe siècle du diocèse d'Angers, archidiaconé d'Outre-Maine, doyenné d'Écuillé, et relève de l'éction et du grenier à sel d'Angers.

## Politique et administration

### Intercommunalité
La commune est intégrée à la communauté urbaine Angers Loire Métropole, elle-même membre du syndicat mixte Pays Loire-Angers.

## Population et société

### Démographie

#### Évolution démographique

##### Avant 1790
Population évaluée en feux (on peut considérer qu'un feu comportait environ 4 à 5 personnes) :
| 1688 | 1689 | 1691 | 1700 | 1709 | 1713 |
| ---- | ---- | ---- | ---- | ---- | ---- |
| 172  | 208  | 172  | 220  | 182  | 216  |

| 1715 | 1720 | 1725 | 1732 | 1744 | 1789 |
| ---- | ---- | ---- | ---- | ---- | ---- |
| 229  | 220  | 217  | 208  | 221  | 221  |

##### Après 1790
L'évolution du nombre d'habitants est connue à travers les recensements de la population effectués dans la commune depuis 1793. Pour les communes de moins de 10 000 habitants, une enquête de recensement portant sur toute la population est réalisée tous les cinq ans, les populations de référence des années intermédiaires étant quant à elles estimées par interpolation ou extrapolation. Pour la commune, le premier recensement exhaustif entrant dans le cadre du nouveau dispositif a été réalisé en 2008.

En 2022, la commune comptait 2 216 habitants, en stagnation par rapport à 2016 (Maine-et-Loire : +2,12 %, France hors Mayotte : +2,11 %).
| 1793  | 1800 | 1806  | 1821  | 1831  | 1836  | 1841  | 1846  | 1851  |
| ----- | ---- | ----- | ----- | ----- | ----- | ----- | ----- | ----- |
| 1 040 | 724  | 1 159 | 1 298 | 1 331 | 1 226 | 1 247 | 1 366 | 1 376 |

| 1856  | 1861  | 1866  | 1872  | 1876  | 1881  | 1886  | 1891  | 1896  |
| ----- | ----- | ----- | ----- | ----- | ----- | ----- | ----- | ----- |
| 1 367 | 1 410 | 1 423 | 1 357 | 1 314 | 1 280 | 1 328 | 1 363 | 1 342 |

| 1901  | 1906  | 1911  | 1921  | 1926  | 1931  | 1936  | 1946  | 1954  |
| ----- | ----- | ----- | ----- | ----- | ----- | ----- | ----- | ----- |
| 1 355 | 1 357 | 1 335 | 1 190 | 1 231 | 1 137 | 1 136 | 1 067 | 1 046 |

| 1962  | 1968  | 1975  | 1982  | 1990  | 1999  | 2006  | 2008  | 2013  |
| ----- | ----- | ----- | ----- | ----- | ----- | ----- | ----- | ----- |
| 1 094 | 1 100 | 1 208 | 1 509 | 1 676 | 1 799 | 2 039 | 2 109 | 2 184 |

| 2018  | 2022  | - | - | - | - | - | - | - |
| ----- | ----- | - | - | - | - | - | - | - |
| 2 171 | 2 216 | - | - | - | - | - | - | - |

#### Pyramide des âges
La population de la commune est relativement jeune.
En 2018, le taux de personnes d'un âge inférieur à 30 ans s'élève à 35,2 %, soit en dessous de la moyenne départementale (37,2 %). À l'inverse, le taux de personnes d'âge supérieur à 60 ans est de 25,8 % la même année, alors qu'il est de 25,6 % au niveau départemental.
En 2018, la commune comptait 1 037 hommes pour 1 134 femmes, soit un taux de 52,23 % de femmes, légèrement supérieur au taux départemental (51,37 %).
Les pyramides des âges de la commune et du département s'établissent comme suit.
| Hommes | Classe d’âge | Femmes |
| ------ | ------------ | ------ |
| 1,4    | 90 ou +      | 3,5    |
| 6,0    | 75-89 ans    | 7,8    |
| 17,2   | 60-74 ans    | 15,4   |
| 21,4   | 45-59 ans    | 21,0   |
| 17,7   | 30-44 ans    | 18,0   |
| 16,3   | 15-29 ans    | 15,0   |
| 20,0   | 0-14 ans     | 19,2   |

| Hommes | Classe d’âge | Femmes |
| ------ | ------------ | ------ |
| 0,9    | 90 ou +      | 2,1    |
| 7      | 75-89 ans    | 9,5    |
| 16,2   | 60-74 ans    | 16,9   |
| 19,4   | 45-59 ans    | 18,7   |
| 18,2   | 30-44 ans    | 17,5   |
| 18,8   | 15-29 ans    | 17,6   |
| 19,5   | 0-14 ans     | 17,6   |

### Vie locale
Le comité des fêtes de Feneu organise le triathlon et la brocante.

## Économie
Sur 115 établissements présents sur la commune à fin 2010, 29 % relèvent du secteur de l'agriculture (pour une moyenne de 17 % sur le département), 4 % du secteur de l'industrie, 14 % du secteur de la construction, 35 % de celui du commerce et des services et 19 % du secteur de l'administration et de la santé.

## Culture locale et patrimoine

### Lieux et monuments
- Château du Bois Dayen, château construit en 1893 pour Edmond Lorieux, inspecteur des ponts et chaussées.
- Château de Montriou (MH), avec parc[36].
- Église Saint-Martin, édifice en forme de croix latine.
- Moulin à eau de Sautré (MH)[37].
- Château de Sautré.

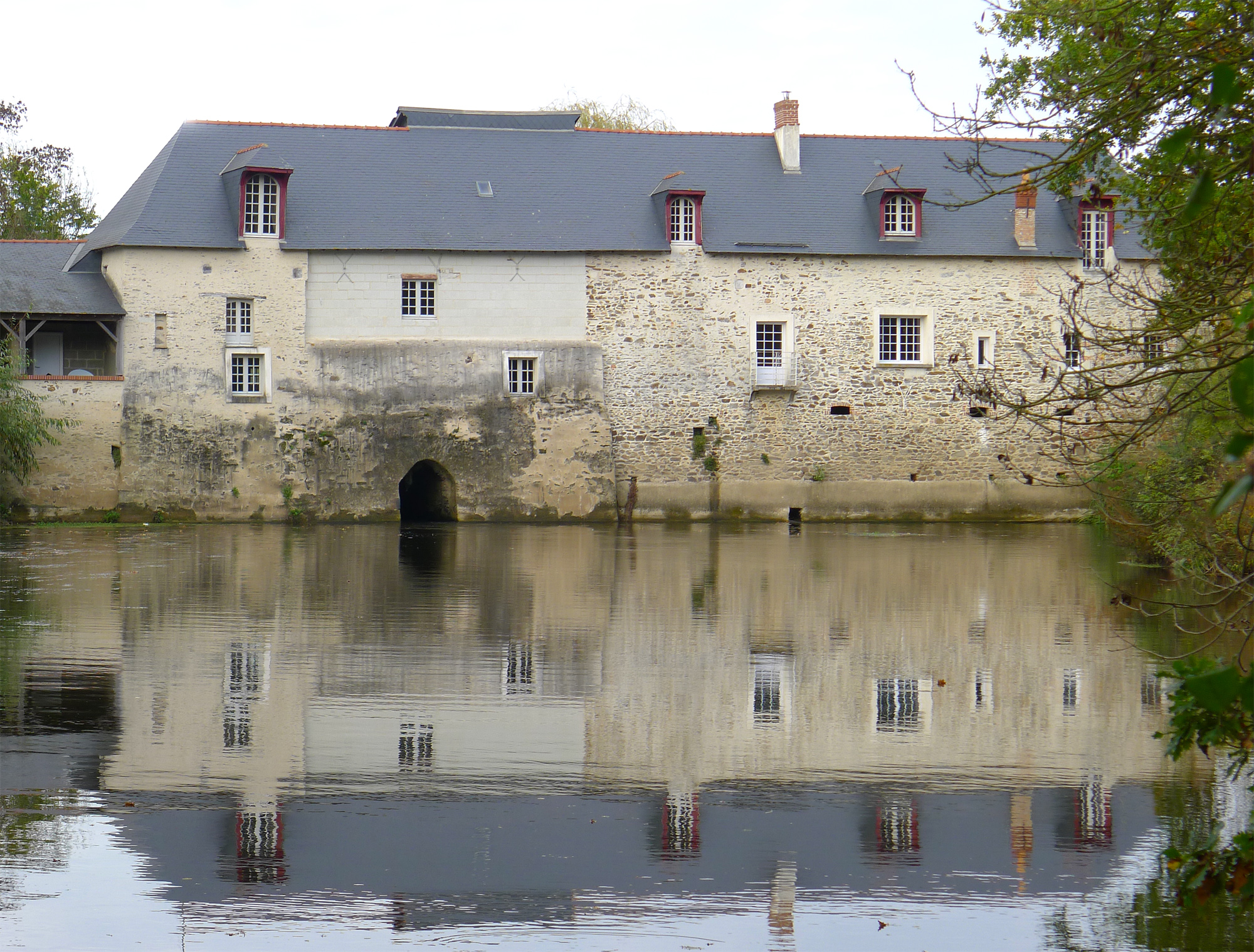
Moulin à eau sur la Suine (affluent de la Mayenne) au lieu-dit Sautré.
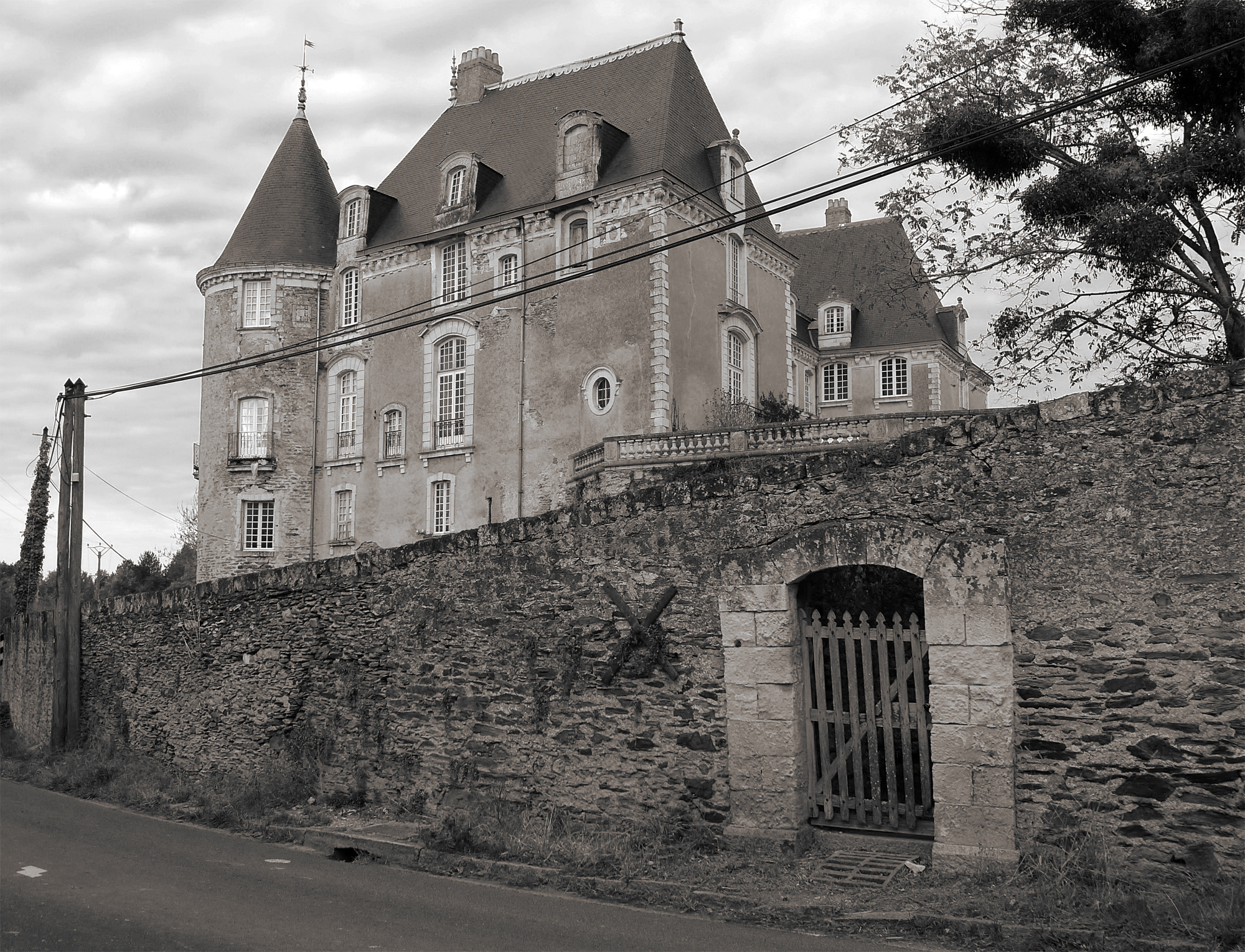
Château de Sautré.

### Personnalités liées à la commune
- André Cointreau, homme politique et héritier de la famille Cointreau, décédé le 1er avril 1963 à Feneu[38].
- Auguste-Claude-François de Goddes de Varennes (1715-1782), propriétaire du château de Sautré, bibliophile et chercheur érudit français du XVIIIe siècle.
- Pierre-Vincent-Gatien de la Motte-Baracé de Senonnes (1779-1851), propriétaire du château de Sautré, maire de Feneu en 1811 puis de 1815 à 1830.